# Ligne Seibu Chichibu
La ligne Seibu-Chichibu (西武秩父線, Seibu-Chichibu-sen) est une ligne ferroviaire de la compagnie privée Seibu dans la préfecture de Saitama au Japon. Elle relie la gare d'Agano à Hannō à celle de Seibu-Chichibu à Chichibu. La ligne prolonge la ligne Seibu Ikebukuro et tous les services sont interconnectés.
Sur les cartes, la ligne Seibu Chichibu est de couleur orange et les gares sont identifiées par les lettres SI suivies d'un numéro.

## Histoire
La ligne a été ouverte le 14 octobre 1969.

## Caractéristiques

### Ligne
- Longueur : 19,0 km
- Écartement : 1 067 mm
- Alimentation : 1 500 Vcc par caténaire
- Nombre de voies : Voie unique

### Tracé
|  |

### Services et interconnexion
Tous les trains continuent sur la ligne Seibu Ikebukuro à Agano. À Seibu-Chichibu, certains trains continuent sur la ligne principale Chichibu.

### Liste des gares
La ligne comporte 6 gares, identifiées de SI31 à SI36.
| Numéro | Gare           | Nom japonais | Distance (km) | Correspondances                                              | Ville    |
| ------ | -------------- | ------------ | ------------- | ------------------------------------------------------------ | -------- |
| SI31   | Agano          | 吾野         | 0             | Seibu : Ikebukuro (interconnexion)                           | Hannō    |
| SI32   | Nishi-Agano    | 西吾野       | 3,6           |                                                              | Hannō    |
| SI33   | Shōmaru (ja)   | 正丸         | 6,3           |                                                              | Hannō    |
| SI34   | Ashigakubo     | 芦ヶ久保     | 12,4          |                                                              | Yokoze   |
| SI35   | Yokoze         | 横瀬         | 16,4          |                                                              | Yokoze   |
| SI36   | Seibu-Chichibu | 西武秩父     | 19,0          | Chichibu Railway : Chichibu (à Ohanabatake) (interconnexion) | Chichibu |

## Matériel roulant

### Actuel
La ligne Seibu Chichibu est parcourue par des trains suivants.

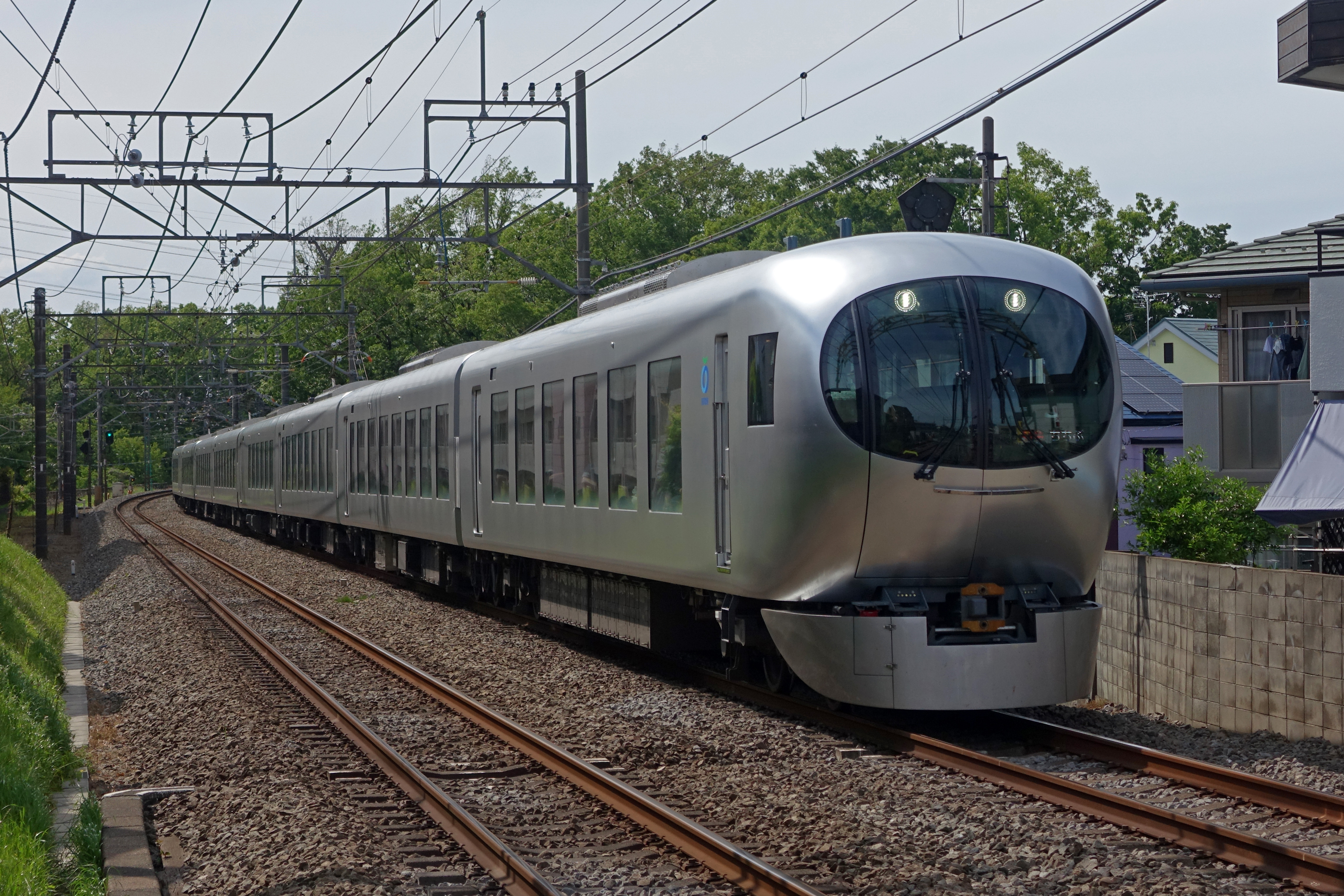
Seibu série 001
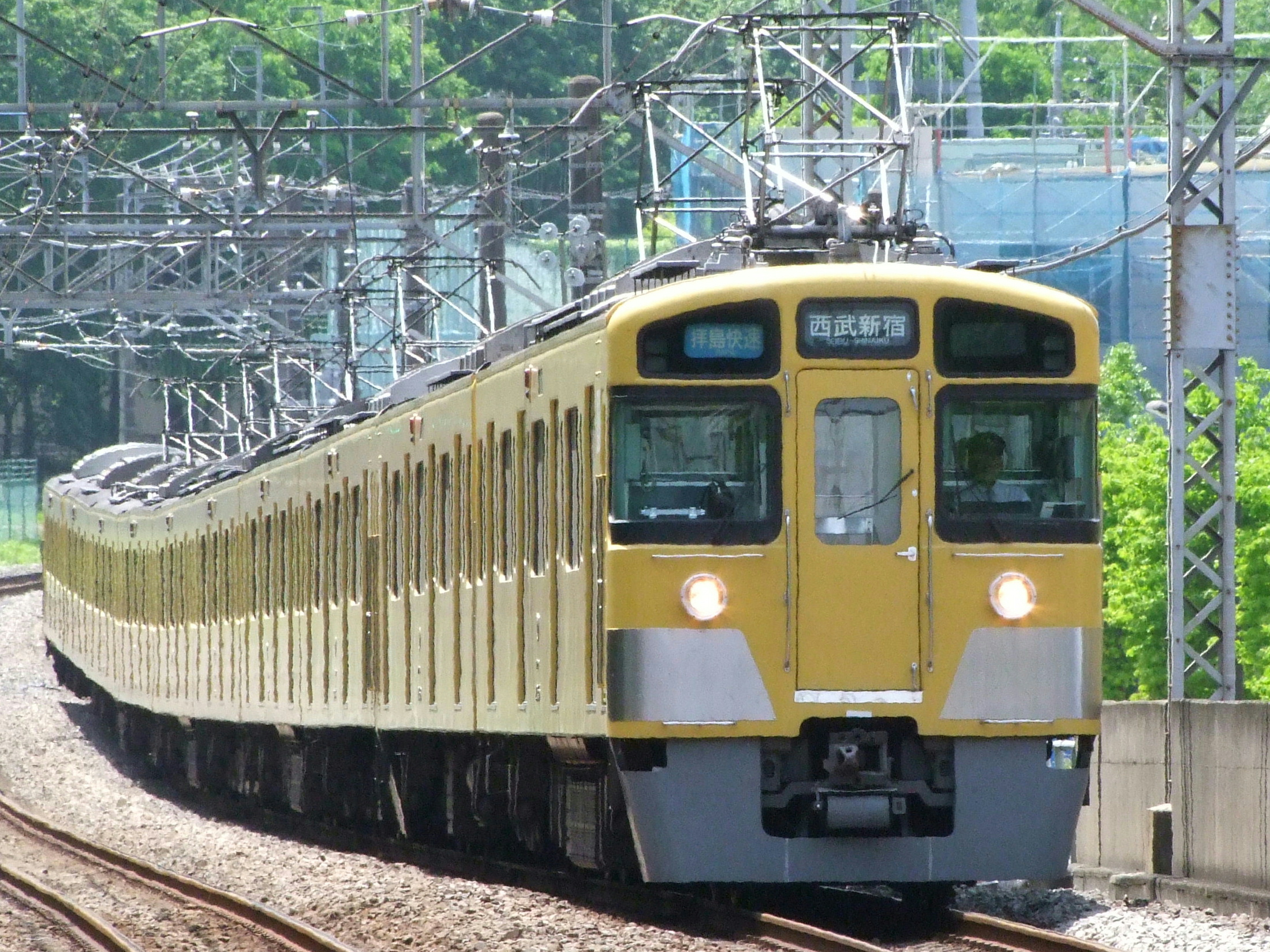
Seibu série 2000
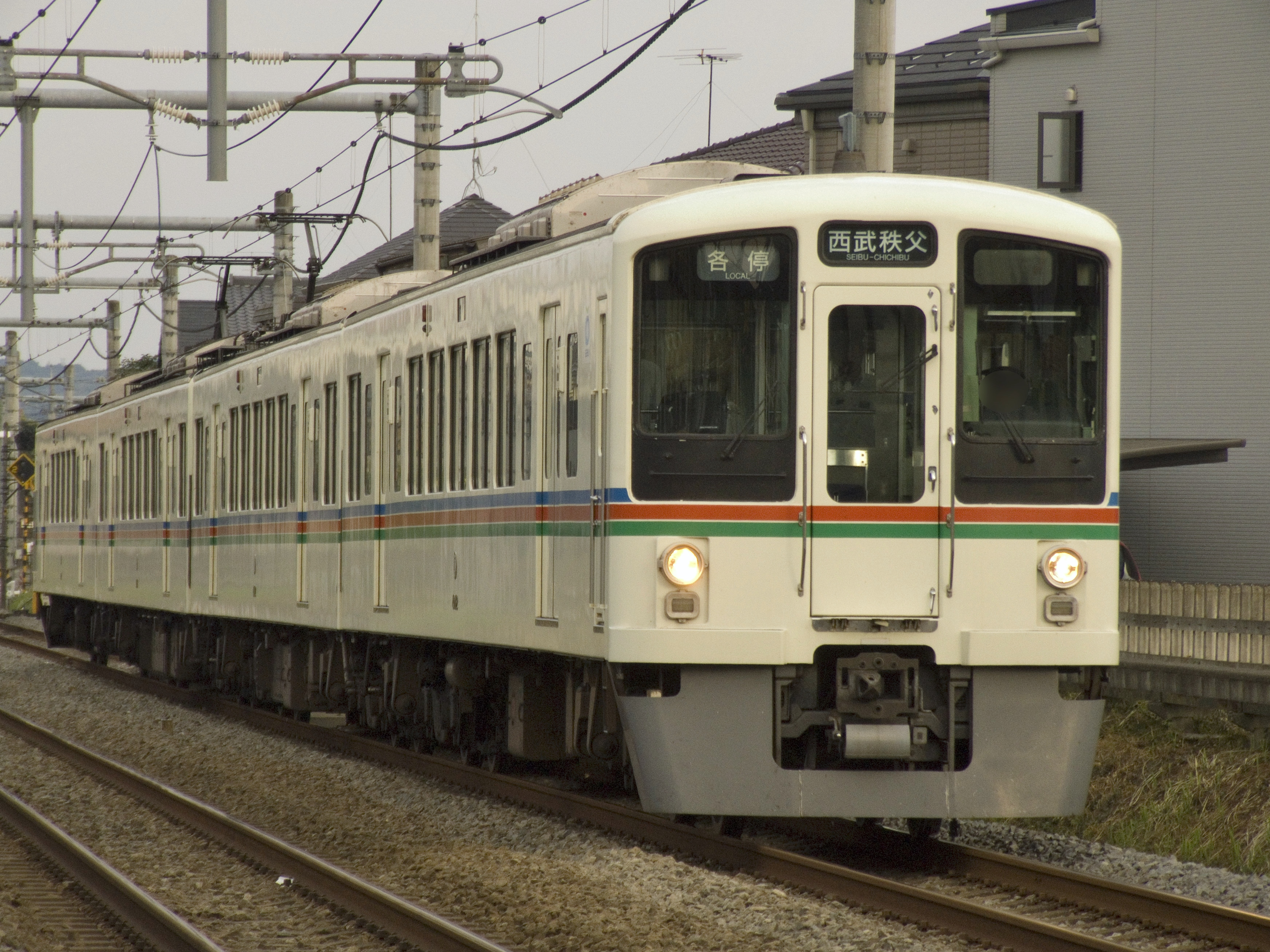
Seibu série 4000
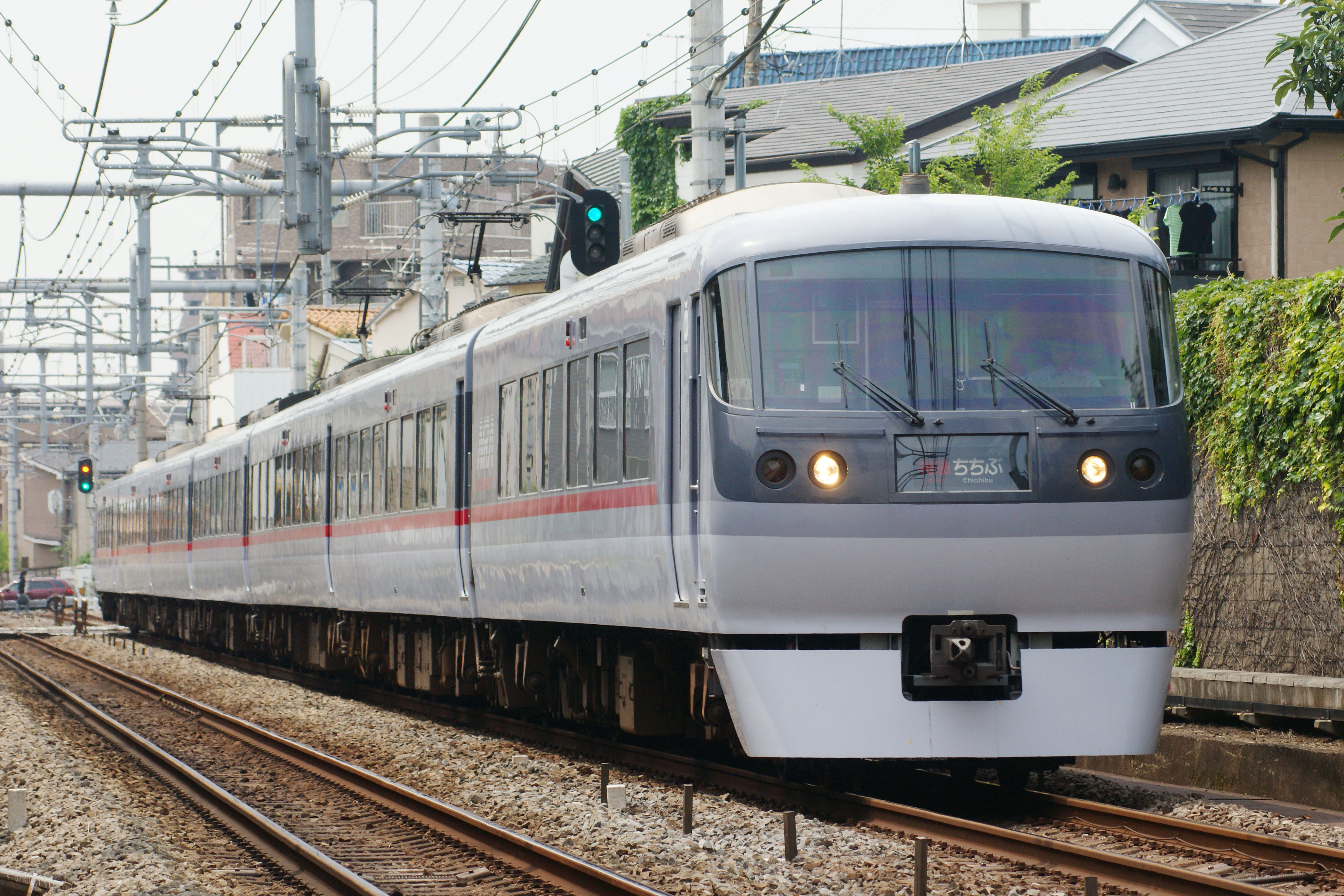
Seibu série 10000
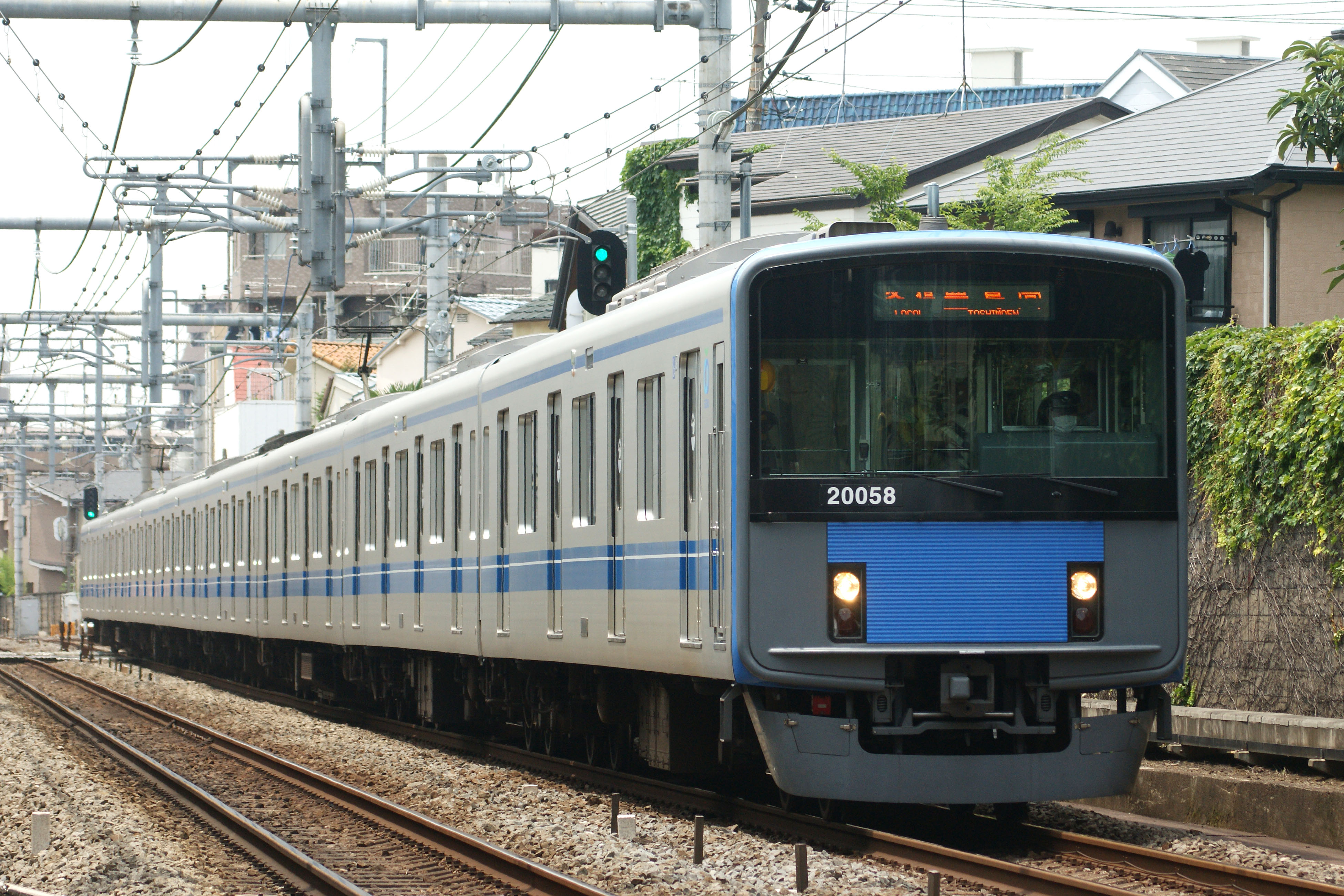
Seibu série 20000
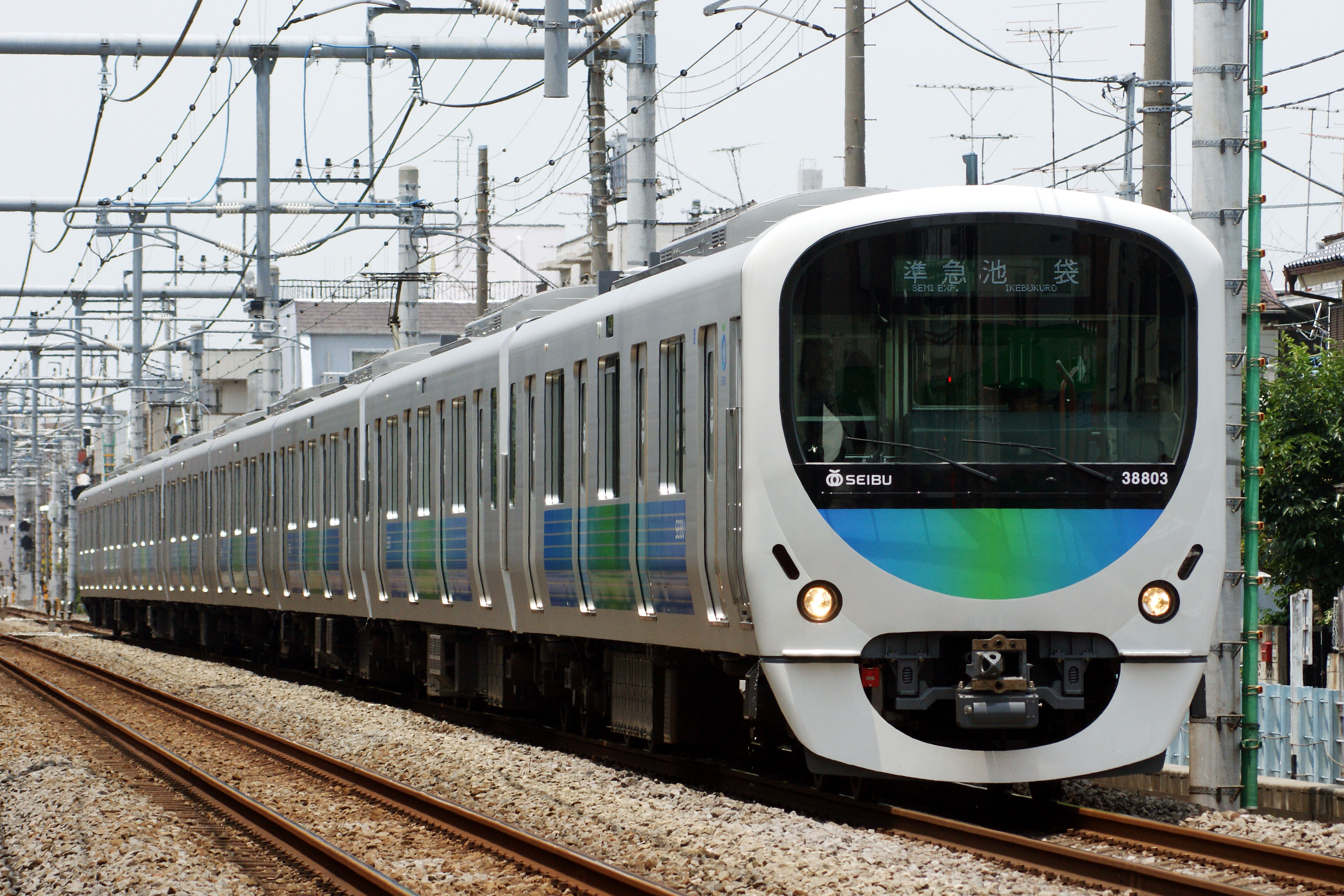
Seibu série 30000
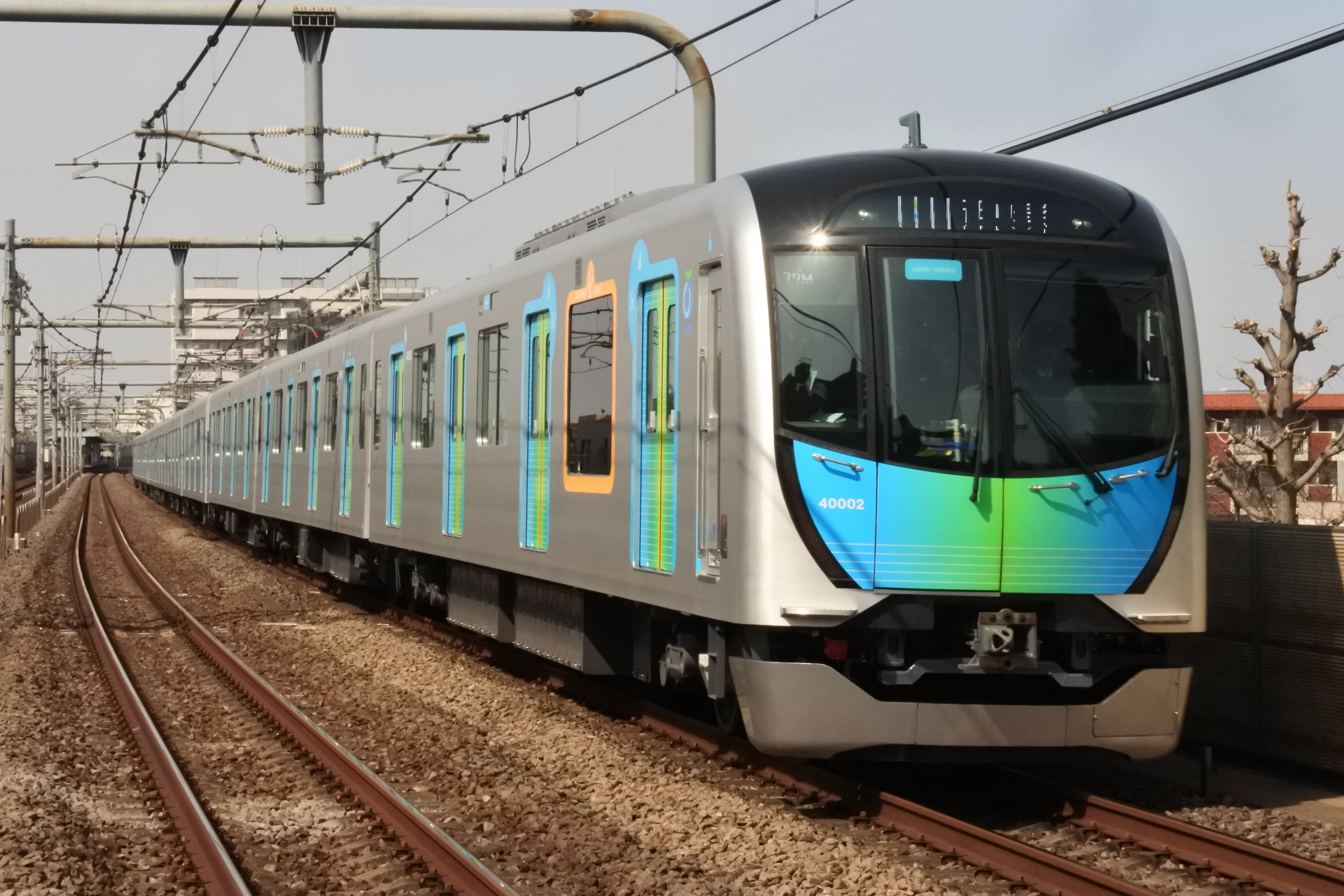
Seibu série 40000

### Ancien

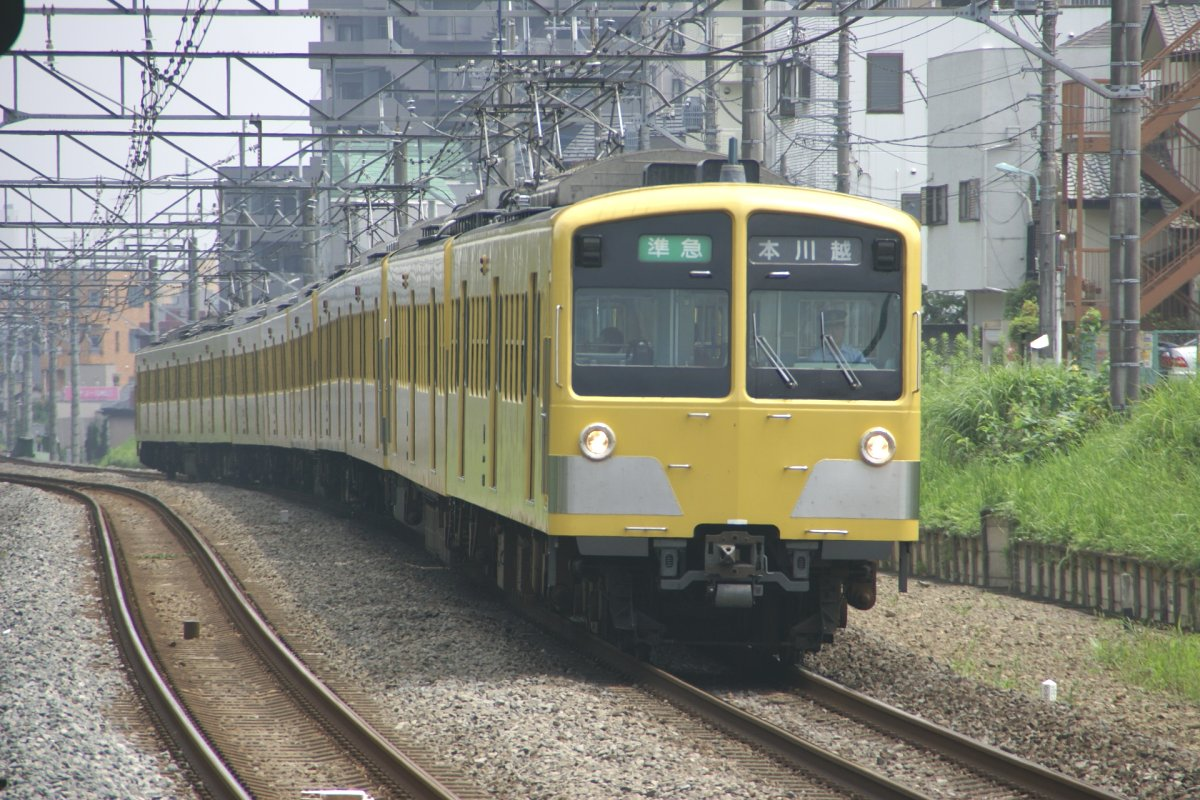
Seibu série 101
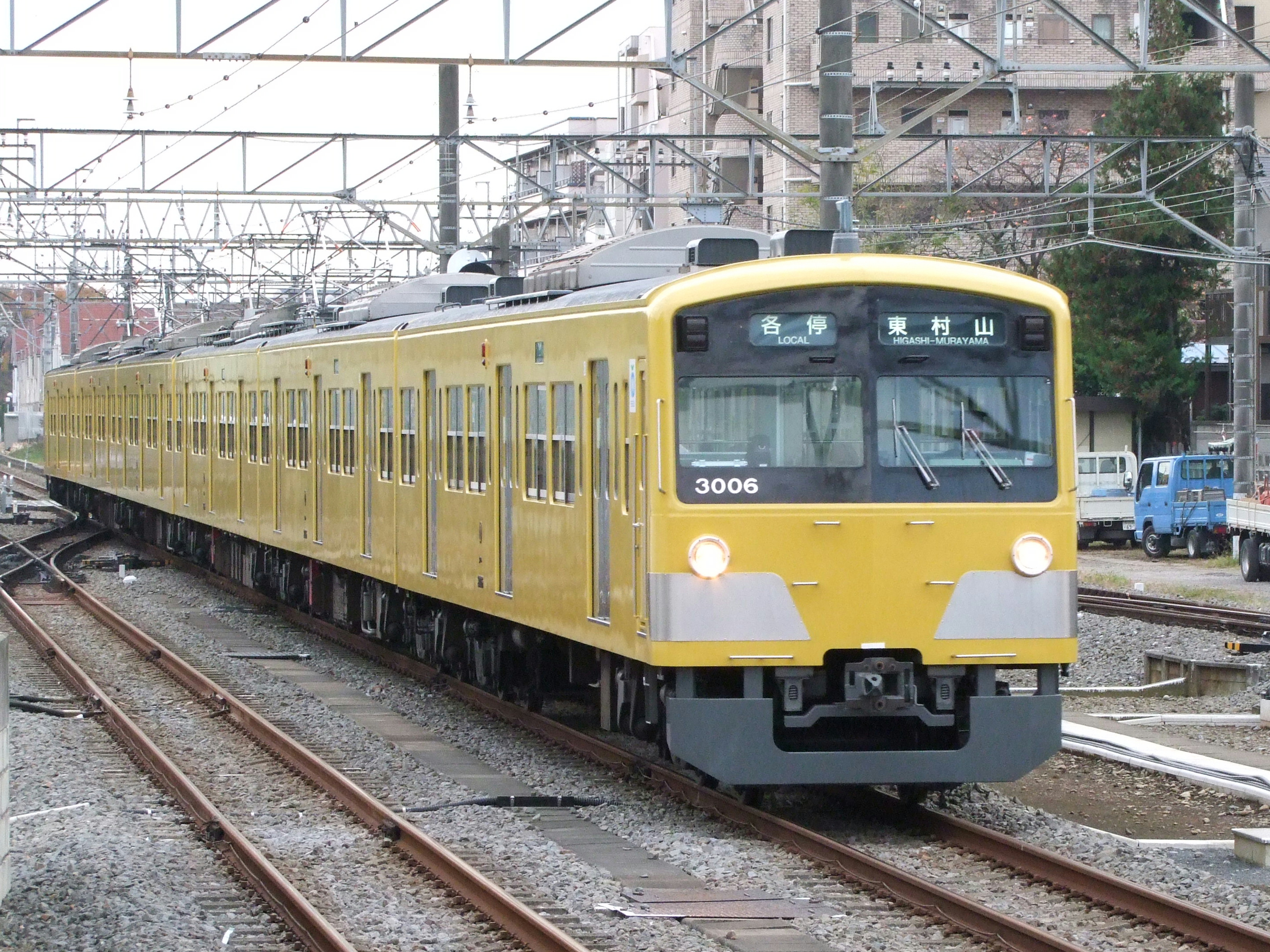
Seibu série 3000